# Emanuel Molina
Jorge Emanuel Molina (Río Tercero, 4 marzo 1987) è un ex calciatore argentino, di ruolo centrocampista.

## Caratteristiche tecniche
È una trequartista.

## Carriera
È cresciuto nelle giovanili del Dep. Merlo.